# Tom Bennett
Tom Bennett es un actor británico. Ha aparecido en muchos programas de televisión británicos, incluidos The Hunt for Tony Blair, Red Cap, The Worst Week of My Life, My Hero, Life Begins, The Booze Cruise II, Foyle's War, Midsomer Murders y EastEnders, interpretando a Steve Clarke.
Es hijo del actor Colin Bennett.
Sus primeras apariciones en televisión incluyen Shoot The Writers! (2004), con Gavin Kensit, un programa de sketches de comedia nocturno que se duplicó como una competencia para nuevos escritores. Protagonizó la serie de televisión E4 PhoneShop, interpretando al personaje 'Christopher'.
En 2013, apareció en Family Tree (una serie de HBO) como el mejor amigo del personaje de Chris O'Dowd.
En 2016, recibió elogios de la crítica por su papel de Sir James Martin, un noble tonto en la adaptación cinematográfica de Jane Austen Love & Friendship.
En febrero de 2019, interpretó a Del Boy en Only Fools and Horses The Musical en el Theatre Royal Haymarket, que estuvo al aire hasta marzo de 2020 antes de hacer una pausa debido a la pandemia de COVID-19. El programa reabrió el 1 de octubre de 2021 con Bennett retomando su papel.